# Go-Horikawa
Keizer Go-Horikawa (後堀河天皇, Go-Horikawa-tennō, 22 maart 1212 - 31 augustus 1234) was de 86e keizer van Japan, volgens de traditionele opvolgvolgorde. Hij regeerde van 29 juli 1221 tot 17 november 1232.
Go-Horikawa was vernoemd naar de voormalige keizer Horikawa. Het voorvoegsel go- (後), kan worden vertaald als “later” of “tweede”, waardoor zijn naam vrij vertaald “Horikawa de tweede” betekent. Zijn persoonlijke naam (imina) was Yutahito-shinnō (茂仁親王). Hij stond verder ook bekend als Motsihito-shinnō. Go-Horikawa was de derde zoon van prins Morisada, zelf de tweede zoon van keizer Takakura.
De reden dat Go-Horikawa keizer kon worden was omdat het Kamakura-shogunaat als reactie op de Jokyu-oorlog alle nakomelingen van keizer Go-Toba het recht op de troon ontnam. Daarmee moest keizer Chūkyō na amper een paar maanden te hebben geregeerd aftreden. Go-Horikawa was nog maar 10 jaar oud ten tijde van zijn troonsbestijging. Zijn vader regeerde daarom voor hem als Insei-keizer onder de naam Go-Takakura-in. In 1232 trad Go-Horikawa af ten gunste van zijn toen 1 jaar oude zoon, Shijo, en werd zelf Insei-keizer. Hij regeerde zo verder tot aan zijn dood.
* Regent Jingu staat niet op de traditionele lijst.